# Federico Hoefer
Federico Hoefer (Porto Empedocle, 1º novembre 1930 – Ragusa, 2 agosto 2018) è stato un poeta, scrittore e giornalista italiano.

## Biografia
Fu una delle personalità di spicco della cultura siciliana, componente dell'associazione dei Critici Letterari, presidente della sezione siciliana del Centro Nazionale di Poesia e storia delle poetiche, fondatore dell'accademia Eschilea (Centro studi di Letteratura, Arti, Filosofia antica, moderna e contemporanea).
Grazie alla consulenza letteraria di Gaetano Salviati, istituì nel 1979 il premio letterario "Città di Gela", le prime tre edizioni ebbero come vincitori: Andrea Camilleri, Eraldo Miscia e Sergio Campailla.
Custode di bellezza e raffinatezza, Hoefer fu appunto una delle voci più illustri del panorama culturale siculo, durante la sua vita ebbe modo di frequentare numerosi salotti letterari e artistici, strinse amicizie con Gesualdo Bufalino, Leonardo Sciascia, Ignazio Buttitta, fu anche un noto esponente della Corrente letteraria: Antigruppo siciliano, collaborò con numerose testate giornalistiche.
Grande amico di Andrea Camilleri fin dall'infanzia, ne il libro “Hoefer racconta Camilleri – Gli anni a Porto Empedocle” (Dario Flaccovio editore, 2016) di Andrea Cassisi e Lorena Scimè, il poeta fa rivivere al lettore l'intensa amicizia con Andrea Camilleri nella città marittima di Porto Empedocle (Agrigento), esponendo molti ricordi e aneddoti di un'amicizia durata per più di sessant'anni.